# Überwachen und Strafen
Überwachen und Strafen: Die Geburt des Gefängnisses ist ein Buch des französischen Philosophen Michel Foucault. Das 1975 unter dem Titel Surveiller et punir veröffentlichte Werk wurde 1976 auf Deutsch publiziert. Es steht im engen Zusammenhang mit der Arbeit des Autors in der Groupe d’information sur les prisons, G.I.P. (Gruppe Gefängnisinformation), die sich ab 1971 dafür engagierte, den Gefangenen in den französischen Gefängnissen die Möglichkeit zu geben, ihre Situation in der Öffentlichkeit darzustellen.

## Thema
Das Buch selbst beschäftigt sich vornehmlich mit der Entwicklung der modernen Strafsysteme im Europa des frühen 18. Jahrhunderts, vornehmlich in Frankreich und England. Letztlich geht es, dank Foucaults subjektkritischer Perspektive, um die Konstituierung des Subjekts Gefangener mittels Macht- und Wahrheitsregimen.
Wichtig wurde in der laufenden Rezeption die Feststellung, dass es sich bei den Überwachungspraktiken nicht um aus der Gesellschaft ausgelagerte Prozesse handelt, sondern dass diese sich auch in den neu entstehenden Fabriken, Schulen und anderen Institutionen nachweisen lassen. Letztlich sind die konstituierten Subjekte gerade für die sich neu formierende Gesellschaft geeignet. Diese Thesen finden sich jedoch an vielen Stellen bereits bei Foucault selbst. Immer wieder wird darauf hingewiesen, wie sich die einzelnen Momente der Macht aus den Gefängnissen ausgelagert haben und immer mehr in allen Institutionen und Lebensbereichen wiederfinden lassen.

## Disziplinarmacht
Laut Foucault kann Repression und Überwachung nicht einfach als einseitiges Verhältnis einer Einwirkung auf einen zuvor „ganzen Körper“ oder „ganzen Geist“ verstanden werden. Macht, und mit ihr Repression, seien so nicht nur unterdrückend, sondern auch produktiv. Das heißt, dass erst die Machtstrukturen überhaupt die Subjekte konstituieren, die dann eine Gesellschaft bilden. Foucault macht dabei drei große Machttechniken aus:
1. Einschluss der Individuen in einen nach außen abgeschlossenen Bereich, wobei jeglicher Transfer zwischen dem eingeschlossenen Bereich und der äußeren Welt, etwa von Menschen oder Gütern, kontrolliert werden kann.
2. Parzellierung, das heißt jedem Individuum wird ein fester Platz und feste Funktion zugewiesen, wodurch eine Kontrolle der Individuen und ihrer Leistungen effektiviert wird.
3. Hierarchisierung, das heißt die Individuen werden nach Rang und Status klassifiziert. Jedes Individuum ist dann durch einen ganz bestimmten Abstand zu anderen definiert und wird versuchen, sich jener Norm, welche der Klassifikation zu Grunde liegt (z. B. gute Noten, hohe Produktivität), anzupassen.

Nachdem diese Machttechniken im 16. und 17. Jahrhundert erst langsam entwickelt wurden und sich im 18. und 19. Jahrhundert in Reinform durchsetzten, ist seitdem eine weitere Optimierung der Disziplinartechniken zu beobachten. Zwar sind die Einflüsse der machtausübenden Institutionen selbst geschwunden (in der Schule durch Pädagogik, in der Firma durch Gewerkschaften und die Lehre vom Angestellten), dafür wurden aber immer mehr und immer subtilere Zwischeninstitutionen geschaffen, die erstens das Individuum durch kontrollierte Zugeständnisse gefügig hielten (Pädagogik, Rechte von Gefangenen, Schülern, Soldaten usw.) und zweitens sich immer breiter in der Gesellschaft verteilten (Schule wird über Zeugnisse und Leistungen mit Firma verbunden, Schule und Jugendamt und Mitbürger kooperieren bei der Überwachung von Familien etc.).
Foucault beschreibt die Gesellschaft als ein Gebilde, das von kleinsten Machtlinien durchsetzt ist und in der alle Individuen ständig von Machtmechanismen besetzt werden. Macht soll dabei als etwas Vielgestaltiges, Vielschichtiges, Ungreifbares verstanden werden, das Menschen nicht besitzen, sondern höchstens in begrenztem Maße von strategischen Positionen aus steuern können. Äquivalent vertritt Foucault hier eine systemdarwinistische Position, das heißt Systeme (zum Beispiel Staaten, Firmen), deren Überwachung effektiv sowohl die Produktivität steigert als auch die Kosten für Herrschaft reduziert, setzen sich gegenüber anderen Systemen zwangsläufig durch.
Für Foucault stand am Ursprung der modernen Disziplinargesellschaft des 17. Jahrhunderts die Quarantäne gegen die Pest. Die städtischen Behörden entwarfen damals ein System lückenloser Kontrolle aller Grenzen und Übergänge, aller Bewegungen in der Stadt und sperrten die Bürger in ihre Häuser. Er schrieb: 

„Der Raum erstarrt zu einem Netz von undurchlässigen Zellen. Jeder ist an seinen Platz gebunden. Wer sich rührt, riskiert sein Leben: Ansteckung oder Bestrafung. [...] Dieser geschlossene, parzellierte und lückenlos überwachte Raum, innerhalb dessen [...] jedes Individuum ständig erfasst, geprüft und unter die Lebenden, die Kranken und die Toten aufgeteilt wird - dies ist das kompakte Modell einer Disziplinierungsanlage.“

Er urteilte, die Regierenden „träumten vom Pestzustand, um die perfekten Disziplinen funktionieren zu lassen“, ebenso wie die Juristen und Staatstheoretiker vom Naturzustand träumen. Das vollendetere Modell dieser Regierungsform war für Foucault allerdings nicht in der Peststadt, sondern das Panopticon.

## Panopticon
Das Panopticon des englischen Philosophen Jeremy Bentham deutete Foucault als eine Architektur, mit der sich die Grundlagen der aktuellen Gesellschaftsformation beschreiben lassen. Es handelt sich dabei um den Vorschlag eines perfekten Gefängnisses: In dessen Mitte steht ein Turm, aus dem heraus Wächter die rundherum angeordneten, offenen Gefängniszellen einsehen können. Damit werden die Gefangenen unter die permanente potenzielle Kontrolle eines allumfassenden Blickes gestellt. Jederzeit könnten sie beobachtet und für als falsch gewertete Handlungen bestraft werden. Das führt bei ihnen zu einer neuen Konzeption von Verhalten, die gerade diesen potenziellen Blick der Überwacher einbezieht.
Perfider wird dieser Ansatz, wenn er – wie Bentham vorschlägt – auch in Schulen und Kasernen angewandt und vergrößert wird. Dann könnten mehrere Ringe von im Kreis angeordneten Zellen bewirken, dass Wärter wieder von Wärtern, die über ihnen stehen, kontrolliert werden. Das kann potenziell einige Ebenen weitergetrieben werden.
Das Panopticon erscheint als eine Beschreibung der modernen Disziplinargesellschaft, als Sinnbild der heutigen Gesellschaft. Foucault prägte hierfür den Begriff Panoptismus, äußert sich in anschließenden Gesprächen jedoch gewohnt zweideutig:
„Die Untersuchung endet ungefähr mit dem Jahr 1830. Trotzdem haben in diesem Falle die Leser, die kritischen wie die zustimmenden, das Buch als Beschreibung der gegenwärtigen Gesellschaft der Einschließung aufgefasst. Ich habe das nirgendwo gesagt, auch wenn es richtig ist, dass das Schreiben dieses Buches mit einer gewissen Erfahrung unserer Moderne zusammenhing.“

## Wirkung
Foucaults Thesen haben weit über die Geschichte der Gefängnisse hinaus Wirkung gezeigt. Zum einen wurden seine Auffassungen von Macht und Subjekt begrüßt. Teile des aktuellen Feminismus, der Gender Studies, der Postcolonial Studies und weiterer Denkrichtungen schließen an Foucault und vor allem an die in Überwachen und Strafen präsentierten Thesen an. 
Zum anderen gab es entschiedene Kritik von marxistischen Denkern: Foucault begreife Macht als ein vorgesellschaftliches und nicht unbedingt an die Ökonomie gebundenes Verhältnis. Macht werde bei ihm zu einer ahistorischen Konstante, die jede Veränderung dieser ausschließe. Macht selbst betrachtet er als eine Wechselbeziehung zwischen Individuen, wobei die „mächtigeren“ Personen auf das Verhalten der weniger mächtigen Personen einwirken. Letztere haben jedoch die Möglichkeit des Einflusses, sind so also nicht „ohnmächtig“. Somit wird der Begriff „Macht“ verdinglicht (statt „Machthaber“ → „Machtbeziehung“).
Der amerikanische Politologe Mark Lilla wies darauf hin, dass Foucaults Buch in Frankreich wesentlich zurückhaltender rezipiert wurde als im anglo-amerikanischen Raum und erklärt dies durch das in Frankreich fast gleichzeitig erschienene Werk Der Archipel Gulag von Alexander Solschenizyn: „Der Kontrast zwischen den beiden Büchern hätte nicht größer sein können und dämpfte, was immer Foucault mit seinem Buch in Frankreich auch zu erreichen gehofft hatte. Im Angesicht dieses Berichts über körperliche und seelische Folter vonseiten eines Regimes, das in Frankreich immer noch viele Menschen als Speerspitze des Fortschritts betrachteten, wurde es schwierig, die These aufrechtzuerhalten, dass westliche Klassenzimmer Gefängnissen gleichkämen, ohne die Grenzen des guten Geschmacks zu überschreiten“.

## Kritik
Der französische Soziologe Raymond Boudon hat Überwachen und Strafen als „nicht mehr wissenschaftlich“ bezeichnet; Foucaults Argumentation sei soziologisch „nicht statthaft“.